# Cray T3D
Der T3D (Abkürzung für Torus, 3-dimensional) war Crays erster Versuch auf dem Feld der massiv-parallelen Supercomputer-Architektur. Er wurde 1993 vorgestellt und war zugleich Crays erster Supercomputer, der auf einer nicht proprietären Mikroprozessor-Architektur aufsetzte. 
Der T3D bestand aus 32 (bis zu 2048) Processing Elements (PEs) (zu Deutsch etwa: Verarbeitungselement, Rechenknoten), jedes davon schloss einen mit 150 MHz getakteten DEC Alpha 21064 (EV4) Mikroprozessor und RAM, bestehend aus 16 oder 64 MB DRAM, ein. Die PEs wurden in sog. Nodes paarweise gruppiert und mit einem 6-Wege-Switch verbunden. Diese Switches stellten eine maximale Bandbreite von 300 MB/Sekunde in beide Richtungen zur Verfügung und wurden so miteinander verbunden, dass die Topologie dieses Netzwerkes einem dreidimensionalen Toruskörper entsprach.
Der T3D wurde so entwickelt, dass ein Cray Y-MP Modell E, M90 oder C90 als "Front-End"-System bzw. als Host agierte und sämtliche I/O und sonstige Systemdienste über dessen UNICOS-Betriebssystem abgewickelt wurden. Die PEs selbst liefen mit einem einfacheren UNICOS/MAX-Mikrokernel.
Der T3D war in verschiedenen Konfigurationen erhältlich: 
- Die SC-Modelle ("SC" für "Single Cabinet", es wurde nur ein Gehäuse verwendet) teilten sich das Gehäuse mit dem Y-MP-Hostrechner und konnten mit 128 oder 256 PEs ausgestattet werden.
- Die MC-Modelle ("MC" für "Multiple Cabinet", es konnten mehrere Gehäuse verwendet werden) brachten den T3D in einem oder mehreren Gehäusen unter, welche flüssiggekühlt wurden. Der Hostrechner wurde in einem eigenen Gehäuse installiert.
- Im Unterschied dazu wurden die MCA-Modelle ("MCA" für "Multiple Cabinet, Air cooled") mit Luft gekühlt und nahmen zwischen 32 und 128 PEs auf.
- Weiter gab es auch noch ein MCN-Modell, das ebenfalls über eine Flüssigkeitskühlung verfügte, allerdings anders als die anderen Modelle beschaltet wurde und so auch eine ungerade Anzahl PEs erlaubte.

Der T3D wurde 1995 durch den schnelleren und weiter entwickelten T3E abgelöst.

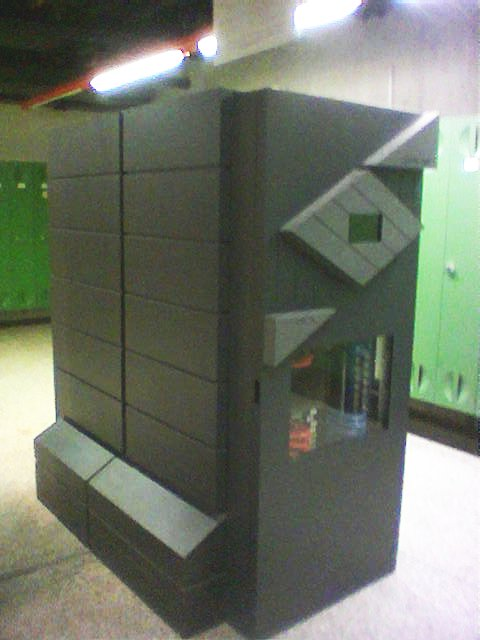
T3D MC 256 an der EPFL
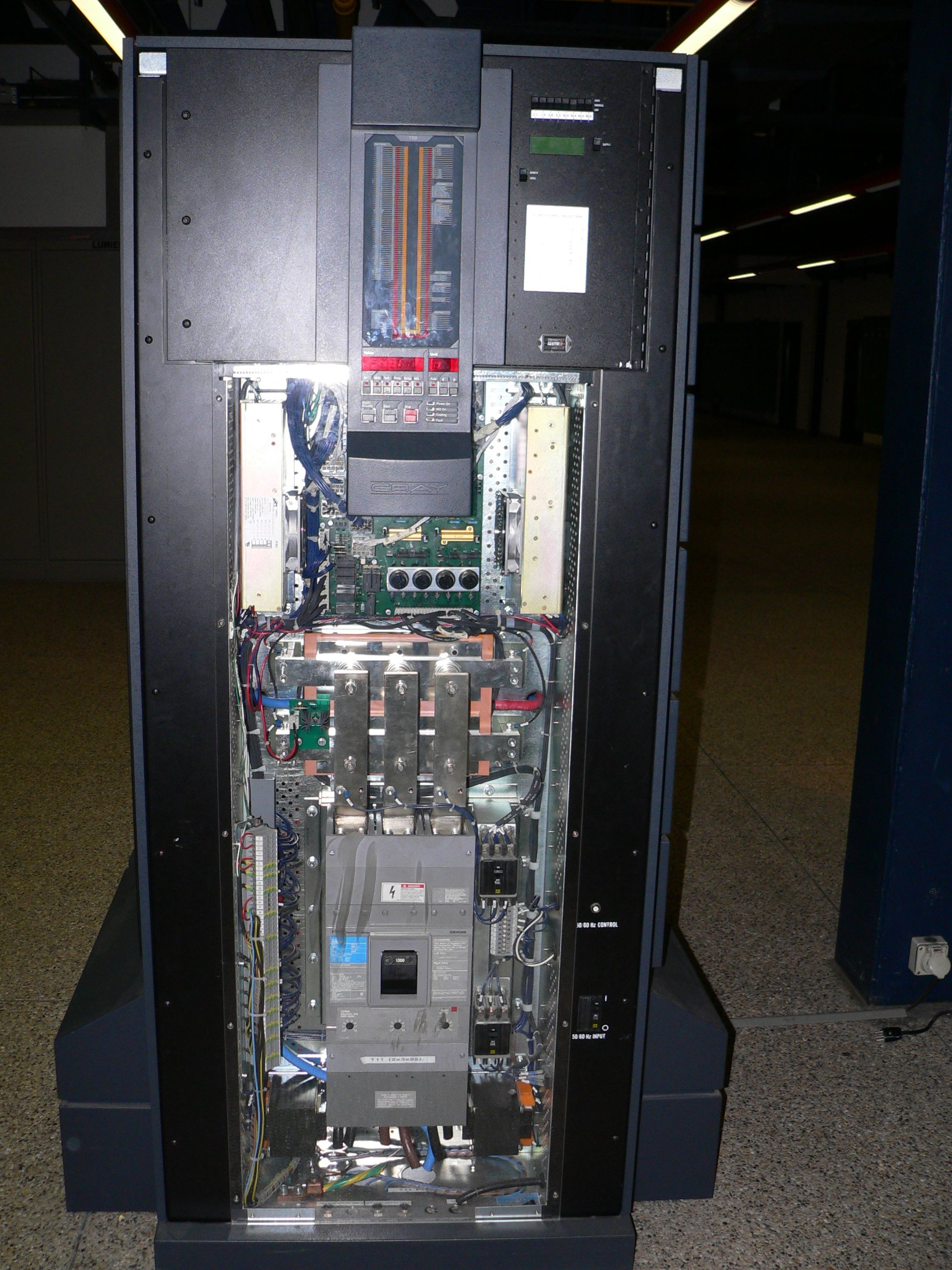
T3D MC 256
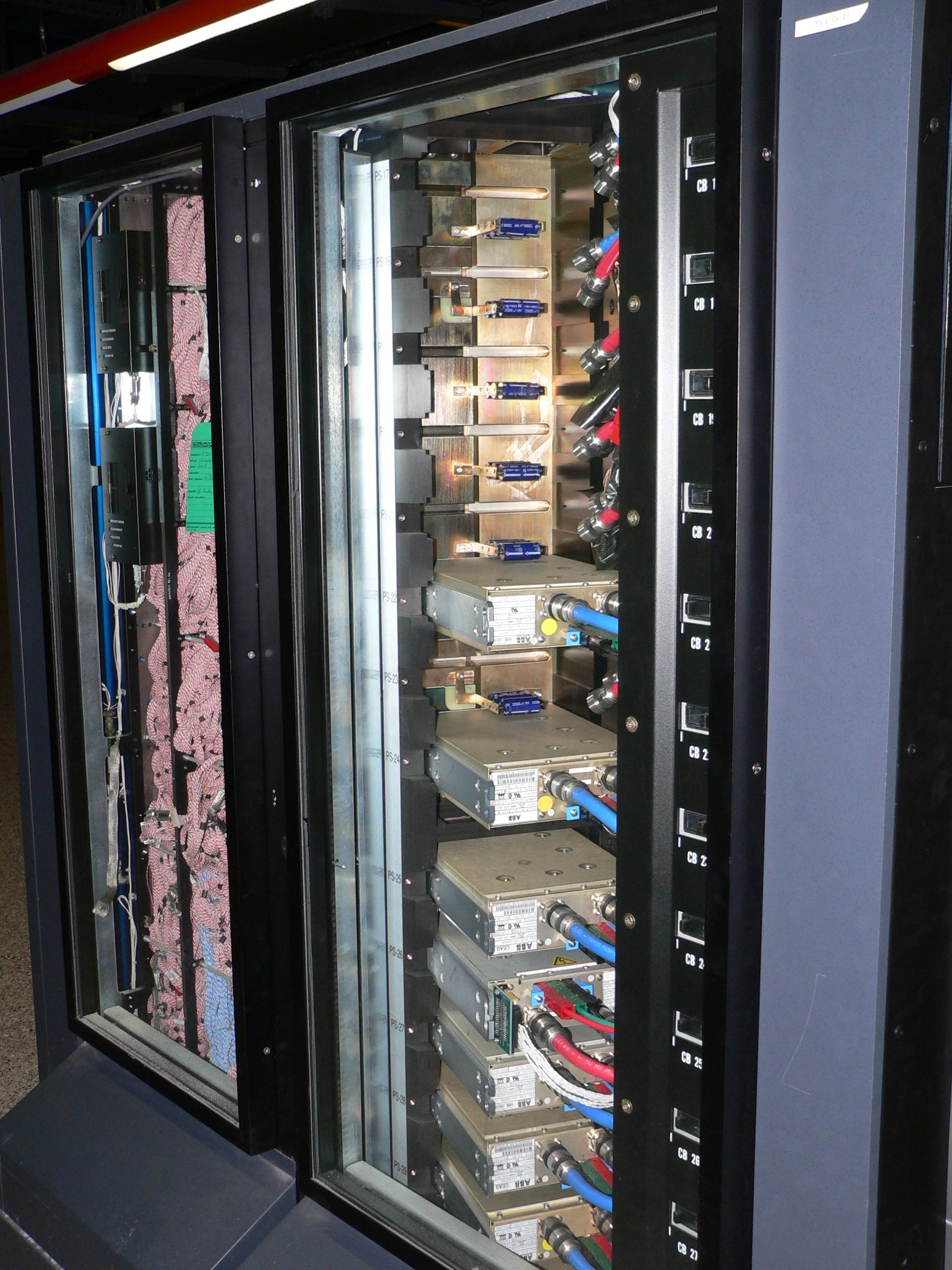
Geöffnete CRAY-T3D am EPFL
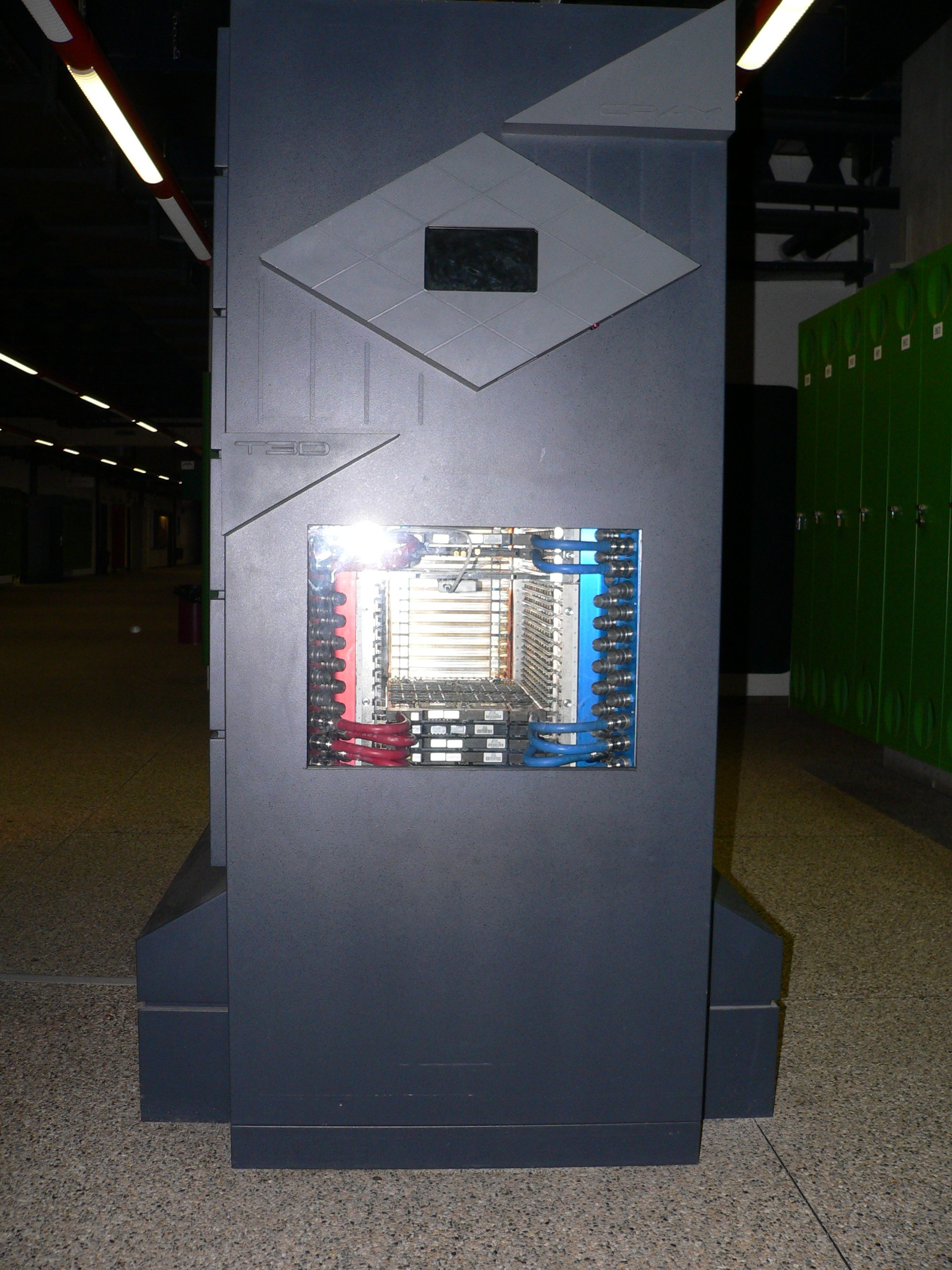
Frontalansicht der geschlossenen CRAY-T3D am EPFL
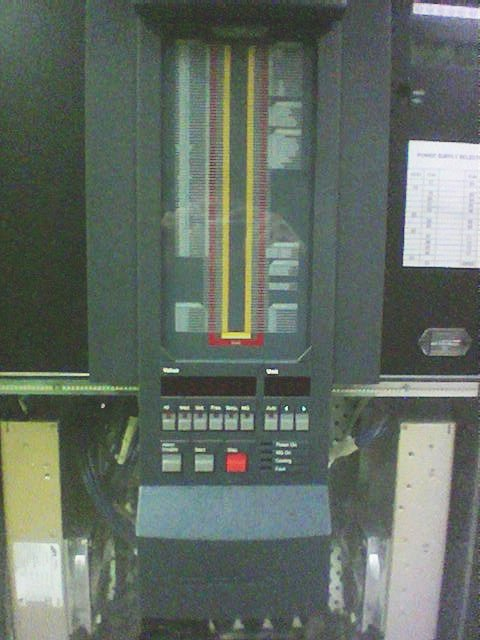
Bedienfeld eines T3D MC 256
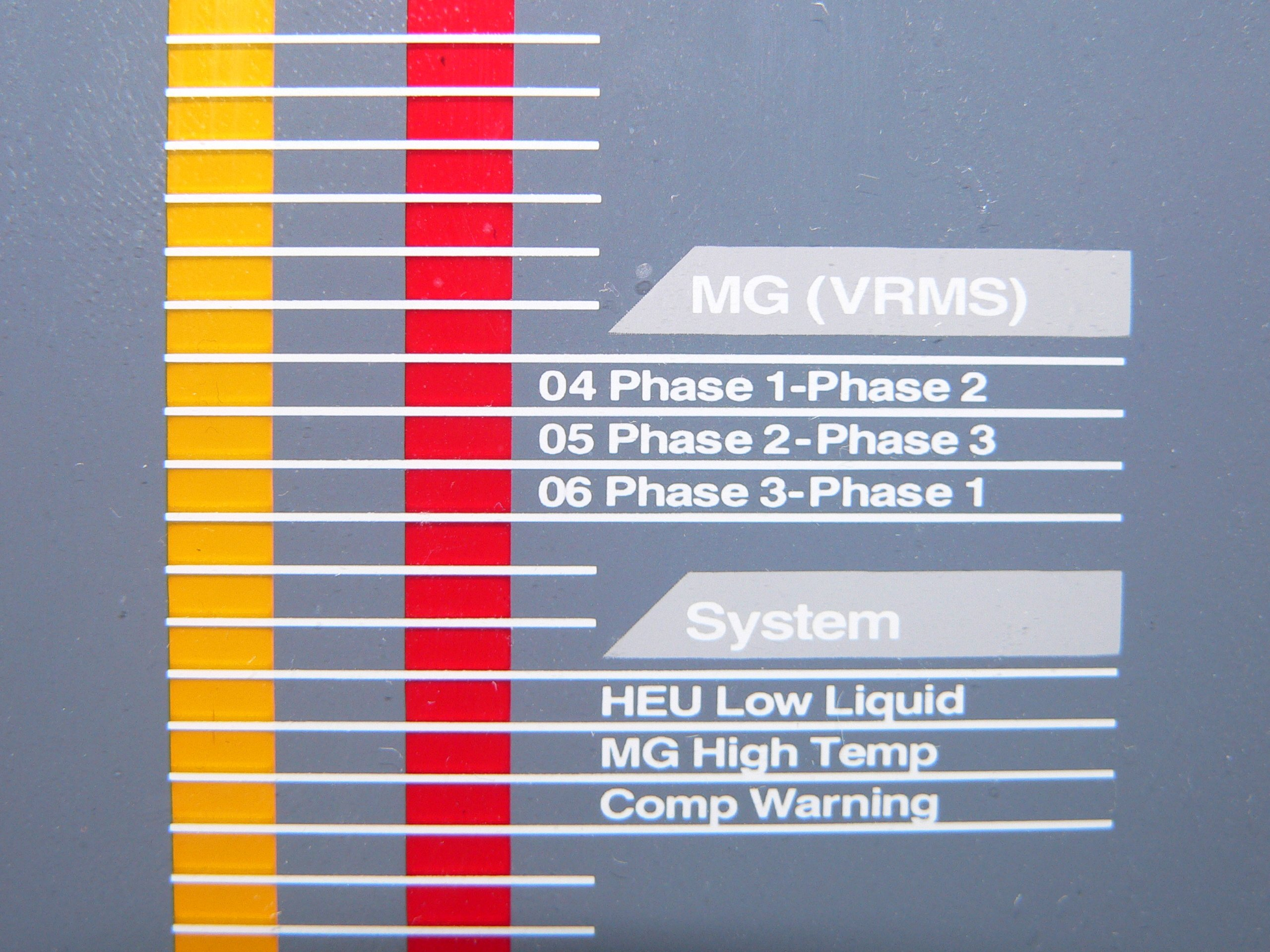
Detailaufnahme des Bedienfeldes
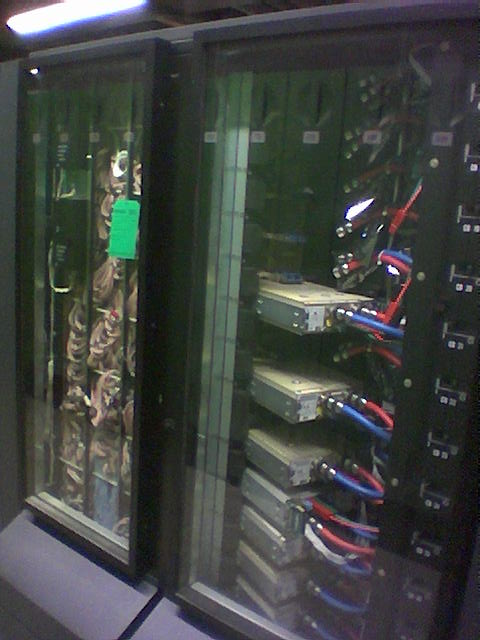
Blick ins innere